# Arrels Fundació
Arrels Fundació és una fundació privada fundada el 1987 dedicada a l'atenció de persones sense llar de la ciutat de Barcelona. És una entitat fonamentada en el voluntariat amb el suport de professionals. El 2007 va inaugurar la llar Pere Barnés, un equipament d'allotjament temporal per a persones sense llar, amb 30 places i 4 més per a situacions d'urgència al barri del Poble Sec de la ciutat de Barcelona.
Al 2009 comptava amb 4500 persones sòcies i donants, 220 voluntàries i 50 professionals, que en els 22 primers anys d'existència de la fundació havia atès a més de 6000 persones. L'entitat forma part de la Federació Europea d'Entitats que Atenen Persones Sense Llar (FEANTSA), d'Entitats Catalanes d'Acció Social (ECAS), de la Federació Catalana de Voluntariat Social (FCVS), de la Fundació Hospital Sant Pere Claver de Barcelona i de la Xarxa d'Atenció a Persones Sense Sostre de Barcelona.
Des de juny de 2024 la seva directora és Beatriz Fernández, en substitució de Ferran Busquets, qui va estar 12 anys en el càrrec.

## Premis
- Premi Solidaritat (2005 de l'Institut de Drets Humans de Catalunya)[4]
- Premi Iniciativa (2006), d'El Periódico,[5]
- Premi Alfonso Comín (2009) de l'Ajuntament de Barcelona.[6]
- Premi Pere Casaldàliga a la Solidaritat (2017)[7]